# Yūji Takahashi (calciatore)
Yūji Takahashi (高橋祐治?, Takahashi Yūji; Ōtsu, 11 aprile 1993) è un calciatore giapponese, difensore dello Shimizu S-Pulse.

## Caratteristiche tecniche
È un difensore centrale.

## Palmarès

### Club

#### Competizioni nazionali
- J2 League: 1

Shimizu S-Pulse: 2024